# 1778.
◄ | 17. stoljeće | 18. stoljeće | 19. stoljeće | ►
◄ | 1740-ih | 1750-ih | 1760-ih | 1770-ih | 1780-ih | 1790-ih | 1800-ih | ►
◄◄ | ◄ | 1775. | 1776. | 1777. | 1778. | 1779. | 1780. | 1781. | ► | ►►
Arhitektura • Astronomija • Biologija • Glazba • Kazalište • Kemija • Kiparstvo • Knjige • Književnost • Kršćanstvo • Medicina • Politika • Pravo • Promet • Slikarstvo • Šport • Znanost

## Događaji
- 1. kolovoza – Osnovana prva štedionica (Sparkasse) na svijetu. Bila je to Opća opskrbna ustanova u Hamburgu.[1]

## Rođenja
- 9. rujna – Clemens Brentano, njemački književnik († 1842.)
- 6. prosinca – Joseph Louis Gay-Lussac, francuski fizičar i kemičar († 1850.)

## Smrti
- 10. siječnja – Carl von Linne, švedski botaničar (* 1707.)
- 5. veljače – Mikula Gorup, vjerski pisac (* 1713.)
- 19. ožujka – Bogomir Palković, hrvatski pisac iz Gradišća (* 1714. ili 1715.)
- 29. ožujka – Baltazar Adam Krčalić, hrvatski povjesničar, teolog i pravnik (* 1715.)
- 6. svibnja – Jean Baptiste Christophore Fusée Aublet –  francuski ljekarnik, botaničar i istraživač (* 1720.)
- 30. svibnja – Voltaire, francuski književnik, povjesničar i filozof (* 1694.)
- 2. kolovoza – Jean Jacques Rousseau, francuski književnik i filozof (* 1712.)

## Vanjske poveznice
|  | Zajednički poslužitelj ima još gradiva o temi 1778. |